# Первая Австрийская Республика
Первая Австрийская Республика (нем. Erste Österreichische Republik, Die Erste Republik) — независимое государство, существовавшее на территории Австрии в 1918—1934 годах. В 1934 году в результате переворота был установлен авторитарный корпоративный режим, называемый австрофашизмом, а государство сменило название на Федеративное государство Австрия (нем. Bundesstaat Österreich).

## История

### Австрийская революция
11 ноября 1918 года кайзер Австрии и Король Венгрии Карл I Габсбург декларировал своё самоустранение от царствования над Австрией, 12 ноября 1918 года Рейхсрат упразднил монархию и Палату Лордов, провозгласил Империю Австрия Республикой Немецкая Австрия (Republik Deutschösterreich) и частью Германской Империи, что автоматически повлекло разрыв австро-венгерской унии и ликвидацию Австро-Венгрии. В тот же день Рейхсрат принял «Закон о государственной форме и форме правления Немецкой Австрии» (Gesetz über die Staats- und Regierungsform von Deutschösterreich), согласно которому для принятия конституции назначались выборы в Конституционное Национальное Собрание (Konstituierende Nationalversammlung), до его созыва временным законодательным органом становилось Временное Национальное Собрание (Provisorische Nationalversammlung), в которое вошли все члены Рейхсрата созыва 1911 года, избранные от немецкой части Австрии, временным исполнительным органом стал Государственный Совет (Staatsrat), во главе с статс-канцлером (Staatskanzler), которым стал социал-демократ Карл Реннер.

### Национальное конституционное собрание
16 февраля 1919 года прошли выборы в Национальное Конституционное Собрание первое место на которых получила Социал-демократическая рабочая партия Австрии, второе место с небольшим отрывом — Христианско-социальная партия.
14 марта 1919 г. Национальное Конституционное Собрание приняло законы о народном представительстве и о государственном правительстве, согласно которым законодательным органом становилось Национальное Конституционное Собрание, исполнительным органом Государственное Правительство (Staatsregierung).

### Сен-Жерменский мирный договор

Разделение Австро-Венгрии

10 сентября 1919 года был подписан Сен-Жерменский мирный договор, Австрии было запрещено воссоединение с Германией, она признавала независимость Чехословакии и Венгрии. Нижняя Штирия, Славония, Далмация и Хорватия передавались Королевству сербов, хорватов и словенцев, Трансильвания и Буковина — Королевству Румыния. При этом Австрия получала от Венгрии Бургенланд без Шопрона. 21 октября 1919 года договор ратифицировало Конституционное Национальное Собрание, изменив название государства на «Республика Австрия».
При распаде Австро-Венгрии ландтаг Каринтии 25 октября 1918 года принял решение о неделимости Каринтии. Но отряды словенцев из самопровозглашённого Государства словенцев, хорватов и сербов попытались вторгнуться в Каринтию, начались их столкновения с отрядами образованной Народной армии Австрии (de:Volkswehr). Лишь 19 января 1919 года было подписано перемирие, согласно которому граница между Австрией и Королевством сербов, хорватов и словенцев (Югославией) проходила по линии, на которой были остановлены бои. Однако 29 апреля 1919 года, когда стало ясно, что Королевство СХС не получит тех территорий в Каринтии, на которые рассчитывало, перемирие было нарушено словенскими отрядами и бои продолжились до июня 1919 года. 10 октября 1920 года был проведён плебисцит в юго-восточной Каринтии, на основании которого эта территория осталась в составе Австрии.

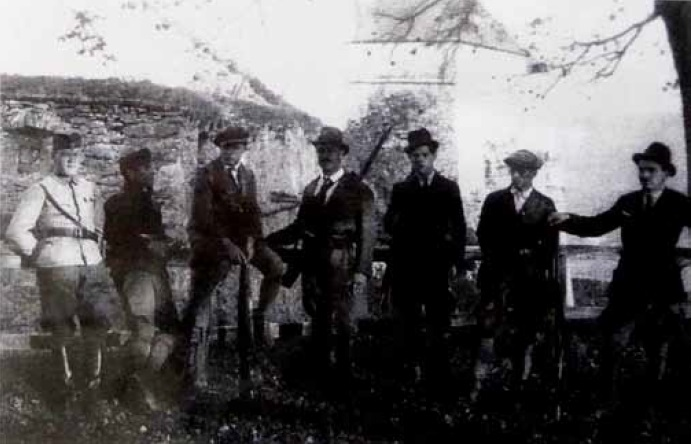
Венгерские боевики в Форхтенштайне

Однако фактическое занятие Бургенланда 28 августа 1921 года австрийской полицией и пограничниками было остановлено в тот же день венгерскими боевиками при военной поддержке Венгрии. С помощью итальянского дипломатического посредничества кризис был почти решён осенью 1921 года, когда Венгрия решила разоружить боевиков. Но был назначен референдум об объединении части территорий Бургенланда с венгерским населением, включая Эденбург (Шопрон), являвшийся столицей Бургенланда, с Венгрией. Референдум проходил с 14 по 16 декабря 1921 года и, согласно итогам, большинство проголосовало за присоединение к Венгрии. Австрия же итоги референдума ставила под сомнение, и в итоге Венгрия оставила за собой лишь Шопрон.

### Конституция 1920 года
10 октября 1920 года Конституционное Национальное Собрание приняло Федеральный конституционный закон, провозглашавший Австрию демократической парламентской республикой.

### Первая Австрийская Республика
После 1920 года ведущей силой в правительстве стала Христианско-социальная партия, имевшая тесные связи с римско-католической церковью. Лидер партии Игнац Зейпель, занявший пост канцлера, направил свои усилия на создание политической коалиции между ведущими промышленниками и церковью. Несмотря на долговременное пребывание у власти одной партии, стабильности это австрийской политике отнюдь не прибавило. Страну то и дело будоражили постоянные стычки между левой (Республиканский шуцбунд, нем. Republikanischer Schutzbund) и правой (Союз защиты родины, нем. Heimwehr) политическими военизированными группировками. В 1927 году левые провели массовые акции протеста, поводом для которых послужило оправдание судом правых радикалов, обвинённых в убийстве мужчины и ребёнка. Эта масштабная акция левых сил известна в истории, как Июльское восстание 1927 года. В итоге мятеж удалось подавить лишь при помощи жёстких действий полиции, в результате которых погибло достаточно большое число протестовавших. Однако, несмотря на все правительственные меры, эскалация насилия в стране не прекращалась до начала 1930-х, когда канцлером стал Энгельберт Дольфус.

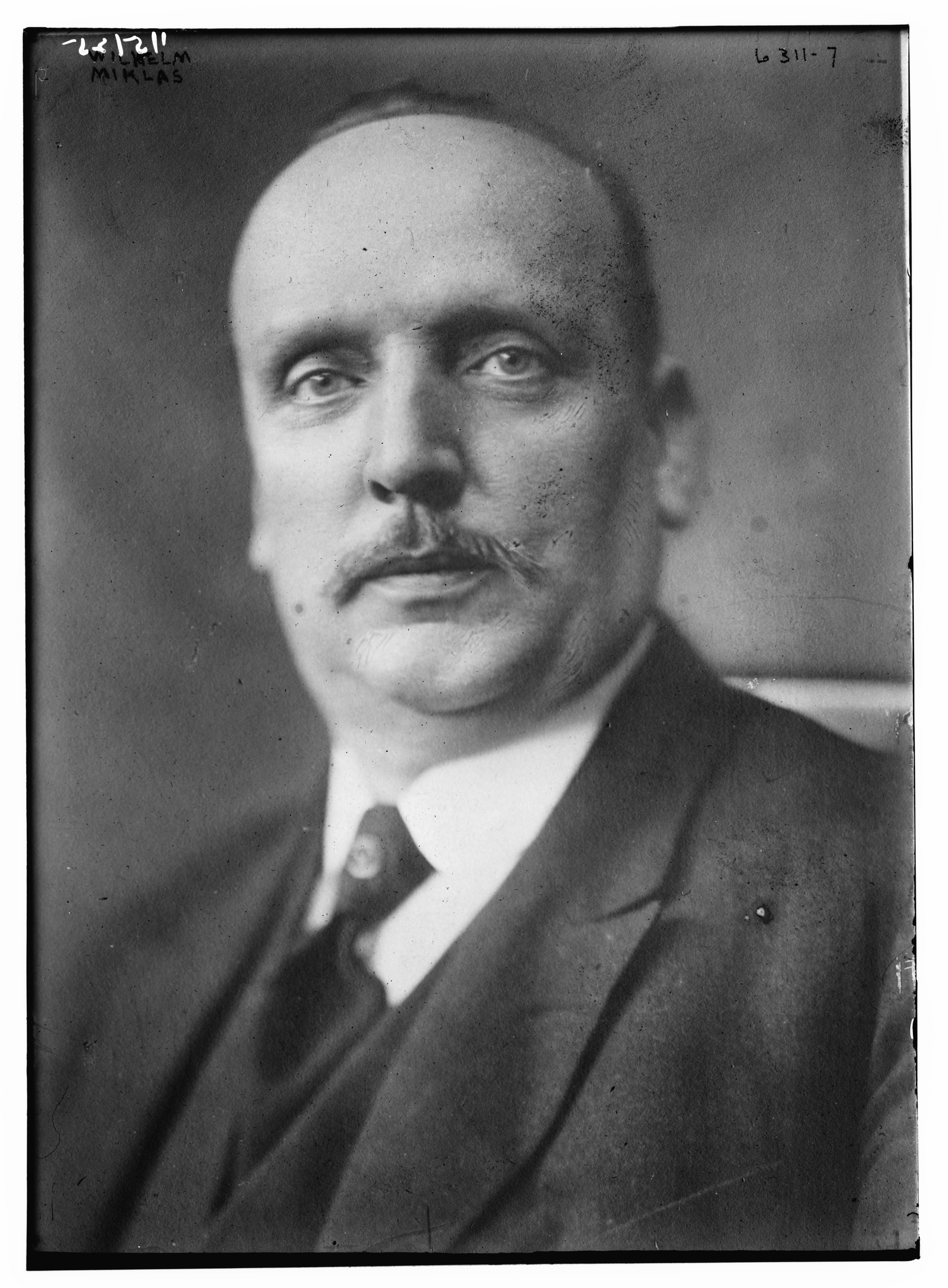
Президент Австрии в 1928—1938 гг. Вильгельм Миклас

### Федеральное государство и Австрофашизм
20 мая 1933 года был создан Отечественный фронт, Христианско-социальная партия фактически перестала существовать.

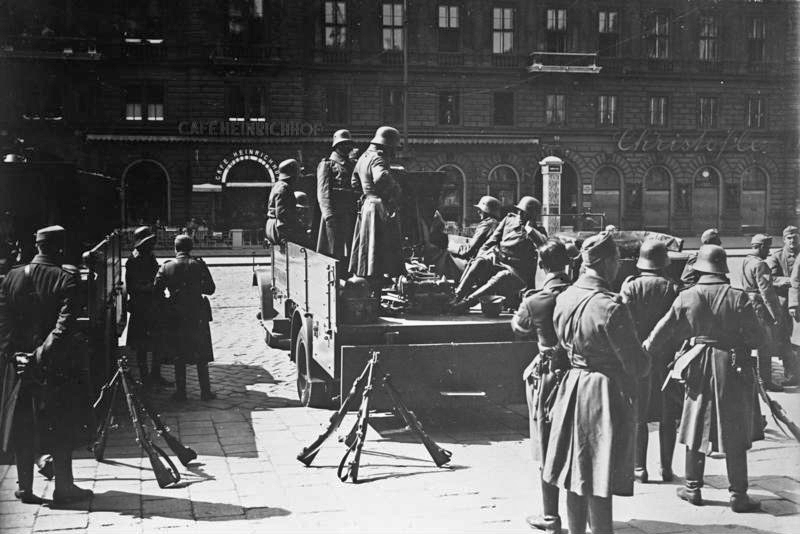
Солдаты в Вене во время подавления восстания в феврале 1934 года

12 февраля 1934 года обыск в штаб-квартире социал-демократов в Линце спровоцировал вооружённое столкновение между правительственными силами и боевиками запрещённых левых организаций. Конфликт охватил крупные города Австрии, прежде всего Вену, где левые боевики забаррикадировались в рабочих кварталах. К 16 февраля все очаги восстания были подавлены. Правительство провело массовые аресты, была запрещена и разгромлена социал-демократическая партия и связанные с ней организации, в стране фактически была установлена однопартийная система.
Устранив социал-демократов и профсоюзы с политической сцены, правительство Дольфуса консолидировало союз консервативных сил и церкви. 30 апреля—1 мая 1934 года состоялось последнее в истории первой республики собрание законодателей, полностью подконтрольных режиму Дольфуса, на котором была принята так называемая Майская конституция. Конституция, одобренная 1 мая 1934 года, заменила государственный лозунг первой республики «Австрия — демократическая республика. Право принадлежит народу» лозунгом сословного клерикального государства: «Во имя Бога Всемогущего, дарующего все права, австрийский народ получил эту конституцию для своего христианского немецкого союзного государства, построенного на сословном принципе» (нем. Im Namen Gottes, des Allmächtigen, von dem alles Recht ausgeht, erhält das österreichische Volk für seinen christlichen deutschen Bundesstaat auf ständischer Grundlage diese Verfassung). Одновременно была переименована и сама страна. Вместо республики было создано Федеральное государство Австрия.
В июле 1934 года Дольфус был убит боевиками австрийских СС. Это событие вызвало бурю эмоций в соседней Италии, во главе которой находился фашистский диктатор Бенито Муссолини. Дуче подозревал Германию в организации убийства Дольфуса и пообещал военную помощь австрофашистскому правительству в случае вторжения немецких войск. Во многом обеспокоенность Муссолини была вызвана тем, что нацисты Германии выдвигали претензии на итальянскую провинцию Тироль, большинство в которой составляли этнические немцы. Благодаря поддержке со стороны Италии, австрийское государство избежало угрозы насильственного присоединения к Германии ещё в 1934 году.
Следующим австрийским канцлером стал Курт Шушниг. После 1934 года австрийское правительство оказалось под всё более сильным давлением со стороны нацистской Германии. Ситуация усугубилась ослаблением поддержки со стороны Бенито Муссолини, взявшим курс на сближение с Адольфом Гитлером. 11 июля 1936 года Шушниг был вынужден заключить с правительством Германии так называемое Июльское соглашение (нем. Juliabkommen). Согласно ему были помилованы нацисты, заключённые в австрийских тюрьмах, а впоследствии национал-социалисты были включены в органы власти, в том числе Артур Зейсс-Инкварт стал членом Государственного Совета (Staatsrates). В ответ Германия отменила так называемый «Барьер тысячи марок» (нем. Tausend-Mark-Sperre) — взимавшийся при выезде в Австрию сбор, сильно вредивший австрийской туристской индустрии. Начиная с 1937 года нацистам разрешили вступать в Отечественный фронт. В результате несмотря на то, что деятельность нацистской партии в Австрии по прежнему оставалась под запретом, в действительности национал-социалисты получили легальное прикрытие для своей организации. 12 февраля 1938 года Шушниг и Гитлер подписали так называемое Берхтесгаденское соглашение (нем. Berchtesgadener Abkommen), по которому национал-социалисты получили возможность свободно заниматься политической деятельностью и более активно участвовать в правительстве. Так, Зейсс-Инкварт уже в феврале был назначен министром внутренних дел и безопасности.

### Аншлюс
В 1938 году Гитлер добился одобрения Италией его планов по аннексии Австрии, и тут же открыто заявил о намерении взять власть в соседнем государстве в свои руки. Шушниг, пытавшийся любым способом избежать войны с немцами, назначил референдум по вопросу о присоединении к Германии. У него оставалась последняя надежда на то, что мнение народа сможет изменить ситуацию в пользу сохранения суверенитета Австрии. Гитлера явно не устраивал подобный ход событий, и он потребовал немедленной отставки Шушнига, который был вынужден в итоге подчиниться. 11 марта канцлер передал свои полномочия лидеру австрийских нацистов Артуру Зейссу-Инкварту, а уже на следующий день в страну были введены немецкие войска. 13 марта 1938 года произошло её присоединение к нацистской Германии (аншлюс), а земли Австрии были преобразованы в Рейхсгау Вена, Рейхсгау Верхний Дунай, Рейхсгау Нижний Дунай, Рейхсгау Каринтия, Рейхсгау Зальцбург, Рейхсгау Штирия, Рейхсгау Тироль-Форарльберг, управляемые назначаемыми рейхсканцлером Германии наместниками.

## Административное деление
Территория делилась на земли (land):
- Вена (Вена)
- Верхняя Австрия (Линц )
- Нижняя Австрия (Санкт-Пёльтен)
- Штирия (Грац)
- Каринтия (Клагенфурт)
- Бургенланд (Айзенштадт)
- Зальцбург (Зальцбург)
- Тироль (Инсбрук)
- Форарльберг (Брегенц)

Земли делились на округа (bezirk) и статутные города (statuarstadt; Вена, Грац, Клагенфурт, Инсбрук, Линц, Зальцбург, Айзенштадт, Руст, Санкт-Пёльтен, Штайр, Филлах, Вайдхофен-ан-дер-Ибс, Винер-Нойштадт), округа — на городские общины (stadtgemeinde), торговые общины (marktgemeinde) и сельские общины (landgemeinde), статутные города — на городские округа (stadtbezirk). Представительный орган земли — земский сейм (landtag) — избирался населением по пропорциональной системе, исполнительный орган — земское правительство (landesregierung), состоявшее из земского капитана и земских советников, -избиралось земским сеймом. Округа управлялись окружными капитанами (bezirkshauptmann), которые назначались земскими капитанами. Представительный орган городской общины и статутного города (общинный совет; gemeinderat), избирался населением по пропорциональной системе, исполнительный орган статутного города — городской сенат (stadtsenat), исполнительный орган городской общины — городской совет (stadtrat) — назначался общинным советом.

## Государственный строй
Законодательный орган — Федеральное собрание (Bundesversammung), состоящее из Федерального совета (Bundesrat), избиравшегося земскими сеймами, и Национального совета (Nationalrat), избиравшегося народом по пропорциональной системе сроком на 4 года. Глава государства — Федеральный президент (Bundespraesident), избирался народом, являлся верховным главнокомандующим, определял внешнюю политику и осуществлял представительские функции. Исполнительный орган — Федеральное правительство (Bundesregierung), состоявший из Федерального канцлера (Bundeskanzler) и федеральных министров (bundesminister), назначался Федеральным президентом и нёс ответственность перед Национальным советом, орган конституционного надзора — Конституционный суд (Verfassungsgerichtshof).

### Политические партии
В 1920-х годах Политические группировки: монархическая, велико-германская и социал-демократическая располагали особыми организациями, являющимися, по существу, скрытыми вооружёнными силами, насчитывающими до 25 000 человек.
- Христианско-социальная партия (Австрия) (Christlichsoziale Partei, ХСП, CS) — самая влиятельная, правее СДРПНА поддерживала Конституцию 1920 года, наибольшей поддержкой пользовалась среди католиков сельских районов
- Социал-демократическая рабочая партия Немецкой Австрии (Sozialdemokratische Arbeiterpartei Deutschösterreichs, SDAPDÖ, СДРПНА) — вторая по влиянию, левее ХСП, правее КПА, поддерживала Конституцию 1920 года, меньшая часть сближалась с КПА, наибольшей поддержкой пользовалась в городских районах
- Коммунистическая партия Австрии (Kommunistische Partei Österreichs, KPÖ, КПА) — левее СДРПНА, выступала против Конституции 1920 года за власть советов, пользовалась некоторым влиянием в городских районах, но в целом большого влияния получить не смогла
- Сельский союз (Landbund) — левее ВННП, правее ХСП, была лояльна к Конституции 1920 года, хотя и не вела борьбу за её установление, наибольшим влиянием пользовалась в сельских районах
- Великонемецкая народная партия (Großdeutsche Volkspartei, GDVP, ВННП) — третья по влиянию, правее ХСП, выступала против Конституции 1920 года за установление сильной единоличной власти, включила в себя довоенные Немецкую радикальную партию, Немецкую прогрессивную партию и Немецкую народную партию
- Национал-социалистическая немецкая рабочая партия Австрии (Deutsche Nationalsozialistische Arbeiterpartei, DNSAP, НСДАП Австрии) — правее ВННП, выступала против Конституции 1920 года за установление сильной единоличной власти

## Правовая система
Высшая судебная инстанция — Верховный суд (Oberster Gerichtshof), суды апелляционной инстанции — высшие земельные суды (oberlandesgericht):
- Высший земельный суд Вены (Oberlandesgericht Wien)
- Высший земельный суд Граца (Oberlandesgericht Graz)
- Высший земельный суд Инсбрука (Oberlandesgericht Innsbruck)
- Высший земельный суд Линца (Oberlandesgericht Linz)

Суды первой инстанции — земельные суды (landgericht), низшее звено судебной системы — окружные суды (bezirksgericht), назначались Федеральным президентом.

## Вооружённые силы
В 1920-х годах Австрийские вооружённые силы, всего около 63 000 человек личного состава, состояли из:
- регулярной армии, около 30 000 человек личного состава;
- полиции, около 17 500 человек личного состава;
- пограничной стражи, около 9 000 человек личного состава;
- жандармерии;
- финансовой стражи;
- лесной стражи (три последний формирований около 5 500 человек личного состава)[5]. Морского и воздушного флота не было[3]. Политические группировки: монархическая, велико-германская и социал-демократическая располагали особыми организациями, являющимися, по существу, скрытыми вооружёнными силами, насчитывающими до 25 000 человек[3].

В подготовку солдата, помимо специальной военной подготовки и физических упражнений, были включены общеобразовательная подготовка и обучение ремеслу или профессии. Подготовка унтер-офицеров была организована в бригадных школах, а офицеров — в специальных военных школах и на высших спортивных курсах. Военнослужащие образовывали особый профсоюз. Солдатские советы, созданные по русскому образцу, в ноябре 1918 года, и участвовали в разрешении вопросов комплектования, снабжения, культурно-просветительной работы и прочего. Позже они (солдатские советы) новым воинским уставом сведены на-нет.
В марте 1938 года, в результате «аншлюса», все 6 австрийских дивизий вошли в состав вооружённых сил Германии, образовав 44-ю и 45-ю пехотные, 4-ю легкую, 2-ю и 3-ю горнострелковые дивизии и прошли всю Вторую мировую войну в качестве обычных немецких формирований, внеся вклад в развитие немецких горнопехотных войск.

### Регулярная армия
Регулярная армия комплектовалась добровольцами, в возрасте от 19 до 26 лет, на срок 12 лет, по территориальной системе. Округ формировал бригаду, а всего в бригадах и одном артиллерийском полку, в 1920-х годах, было 28 пехотных, 6 самокатных, 6 технических батальонов, 6 эскадронов кавалерии, 14 полевых и горных батарей, 12 тяжёлых и 6 миномётных батарей.
Позже регулярная армия состояла из 6 бригад, каждая бригада управления и из двух — трёх пехотных и одного артиллерийского полка.
Наименование (штаб-квартира):
- Федеральное войско (Bundesheer)
  - 1-я бригада «Бургенланд» (Вена)
  - 2-я бригада «Вена» (Вена)
  - 3-я бригада «Нижняя Австрия» (Санкт-Пёльтен)
  - 4-я бригада «Верхняя Австрия» (Линц)
  - 5-я бригада «Штирия» (Грац)
  - 6-я бригада «Каринтия-Зальцбург-Тироль-Форарльберг» (Инсбрук)

## Экономика
Денежная единица — основанный на золотом (золото-слитковом) стандарте шиллинг (Österreichischer Schilling) (0,21172086 граммов золота), представленный:
- Медно-оловянными монетами достоинством в 1 и 2 грошей (грош в данном случае — 1/100 шиллинга):
- Медно-никелевыми монетами достоинством в 5 и 10 грошей
- Серебряными монетами достоинством в 1/2, 1, 2 и 5 шиллингов, чеканившимися Австрийским монетным двором (Münze Österreich), подчинённым Министерству финансов Австрии
- Банковскими билетами достоинством в 5, 10, 20, 50, 100 и 1000 шиллингов, эмитировавшимися Австрийским национальным банком (Österreichische Nationalbank) и печатавшимися Австрийской государственной типографией (Österreichische Staatsdruckerei).

Провайдер почтовых и телефонных услуг — Генеральная дирекция Почтово-телеграфного управления (Generaldirektion für die Post- und Telegraphenverwaltung) Федерального министерства транспорта и торговли. Оператор железных дорог — Австрийские федеральные железные дороги (Österreichische Bundesbahnen). Трамвай существовал в Вене, Санкт-Пёльтене, Зальцбурге, Линце, Клагенфурте, Инсбруке, Граце, Гмундене, Баден-бай-Вине, Унтерахе и Ибсе.

## Религия
- Конференция католических епископов Австрии (Österreichische Bischofskonferenz):
  - Церковная провинция Вены (Kirchenprovinz Wien)
    - Архиепархия Вены (Erzdiözese Salzburg) — объединяла большинство католиков и большинство верующих вообще Вены и Нижняя Австрии
    - Епархия Линца (Diözese Linz) — объединяла большинство католиков и большинство верующих вообще Верхней Австрии
    - Епархия Санкт-Пёльтена (Diözese St. Pölten) — объединяла большинство католиков и большинство верующих вообще Нижней Австрии

  - Церковная провинция Зальцбурга (Kirchenprovinz Salzburg)
    - Архиепархия Зальцбурга (Erzdiözese Salzburg) — объединяла большинство католиков и большинство верующих вообще Зальцбурга
    - Епархия Зеккау (Diözese Seckau) — объединяла большинство католиков и большинство верующих вообще Штирии
    - Епархия Гурка (Diözese Gurk) — объединяла большинство католиков и большинство верующих вообще Каринтии
    - Апостольская администратура Инсбрука-Фельдкирха (Apostolische Administratur Innsbruck-Feldkirch) — объединяла большинство католиков и большинство верующих вообще Тироля и Форарльберга
    - Апостольская администратура Бургенланда (Apostolischen Administratur Burgenland) — объединяла большинство католиков и большинство верующих вообще Бургенланда
- Старокатолическая церковь Австрии (Altkatholische Kirche Österreichs) — объединяла большинство старокатоликов Австрии
- Отдельные приходы Фиатирской митрополии Константинопольской православной церкви — объединяли преимущественно австрийских греков-православных
- Отдельные приходы Русской православной церкви
- Евангелическая церковь Аугсбургского и Гельветского исповедания Австрии (Evangelische Kirche Augsburgischen und Helvetischen Bekenntnisses in Österreich) — объединяла большинство лютеран и кальвинистов Австрии
- Отдельные баптистские общины
- Миссия Церкви адвентистов седьмого дня
- Отдельные пятидесятнические общины
- Отдельные иудаистские общины

## Средства массовой информации
- Крупнейшее информационное агентство — Официальное бюро новостей (Amtliche Nachrichtenstelle).
- «Винер Цайтунг» — газета Федерального правительства
- «Грацер Цайтунг» (Grazer Zeitung) — издание Штирийского правительства
- «Линцер Цайтунг» (Linzer Zeitung) — издание Верхнеавстрийского правительства
- «Бундесгезетцблатт фюр диэ Республик Эстеррайх» (Bundesgesetzblatt für die Republik Österreich) — бюллетень законо
- «Ландесгезетц- унд Ферорднунгсблатт фюр Оберэстеррейх» (Landesgesetz- und Verordnungsblatt für Oberösterreich)
- «Ландесгезетц- унд Ферорднунгсблатт фюр дас Ланд Штейермарк» (Landesgesetz- und Verordnungsblatt für das Land Steiermark)
- «Ландесгезетц- унд Ферорднунгсблатт фюр дас Ланд Зальцбург» (Landesgesetz- und Verordnungsblatt für das Land Salzburg)
- «Ландесгезетц- унд Ферорднунгсблатт фюр дас Тироль»(Landesgesetz- und Verordnungsblatt für Tirol)
- Акционерное общество «Радио Феркерс» (Radio Verkehrs AG) вела передачи по двум программам («Радио Вин I» и «Радио Вин II»)

## Список канцлеров Первой Республики

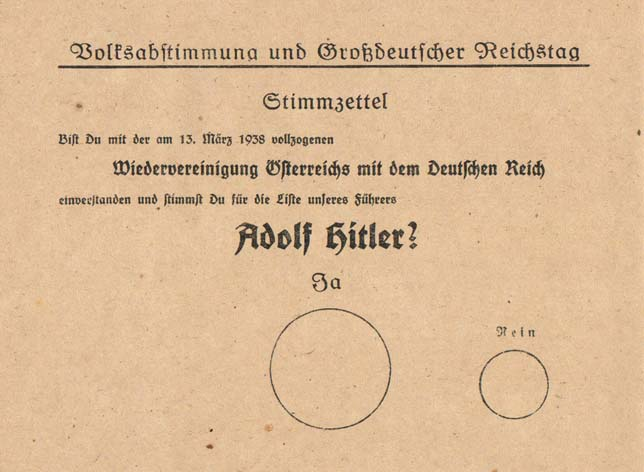
Бюллетень для голосования на референдуме 10 апреля 1938 года. Текст гласит: «Согласны ли вы с присоединением Австрии к Немецкому рейху, которое произошло 13 марта 1938 года, и голосуете ли вы за партию нашего лидера Адольфа Гитлера?» Большой круг озаглавлен словом «Да», маленький — «Нет».

| 1918—1920 | Карл Реннер                       |
| 1920—1921 | Михаэль Майр                      |
| 1921—1922 | Йохан Шобер                       |
| 1922      | Вальтер Брайски                   |
| 1922      | Йохан Шобер                       |
| 1922—1924 | Игнац Зейпель                     |
| 1924—1926 | Рудольф Рамек                     |
| 1926—1929 | Игнац Зейпель                     |
| 1929      | Эрнст Штреерувиц                  |
| 1929—1930 | Йохан Шобер                       |
| 1930      | Карл Вогойн                       |
| 1930—1931 | Отто Эндер                        |
| 1931—1932 | Карл Буреш                        |
| 1932—1934 | Энгельберт Дольфус                |
| 1934      | Эрнст Рюдигер Штархемберг (и. о.) |
| 1934—1938 | Курт Шушниг                       |
| 1938      | Артур Зейсс-Инкварт               |